# Alexander Esswein
Alexander Esswein (Worms, 25 marzo 1990) è un calciatore tedesco, attaccante del VfR Mannheim.

## Palmarès

### Club
- Campionato tedesco: 1

Wolfsburg: 2008-2009